# Fraxinus uhdei
Fraxinus uhdei — вид квіткових рослин з родини маслинових (Oleaceae).

## Опис
Це велике дерево. Дерево до 35 метрів заввишки, крона неправильна, листя опадне; листки супротивні, перисто складні, листочки тонко зазубрені. Квітки у великих волотях 13–20 см завдовжки. Крилатки 2.5–4 см завдовжки; плоди 1-крилі. Плодить у кінці літа.

## Поширення
Вид зростає в Мексиці й Центральній Америці: Коста-Рика, Гватемала, Гондурас, Мексика (Сіналоа, Сан-Луїс-Потосі, Керетаро, Пуебла, Оахака, Нью-Леон, Наяріт, Ідальго, Тласкала, Веракрус, Сакатекас, Герреро, Гуанахуато, Дуранго, Коліма, Коауіла, Чьяпас, Агуаскальентес, Халіско, Федеральний округ Мексики, штат Мексика, Мічоакан, Морелос).
Росте в різних типах лісу, включаючи дубовий ліс, сосновий ліс, гірський мезофільний ліс і галерейний ліс.

## Галерея

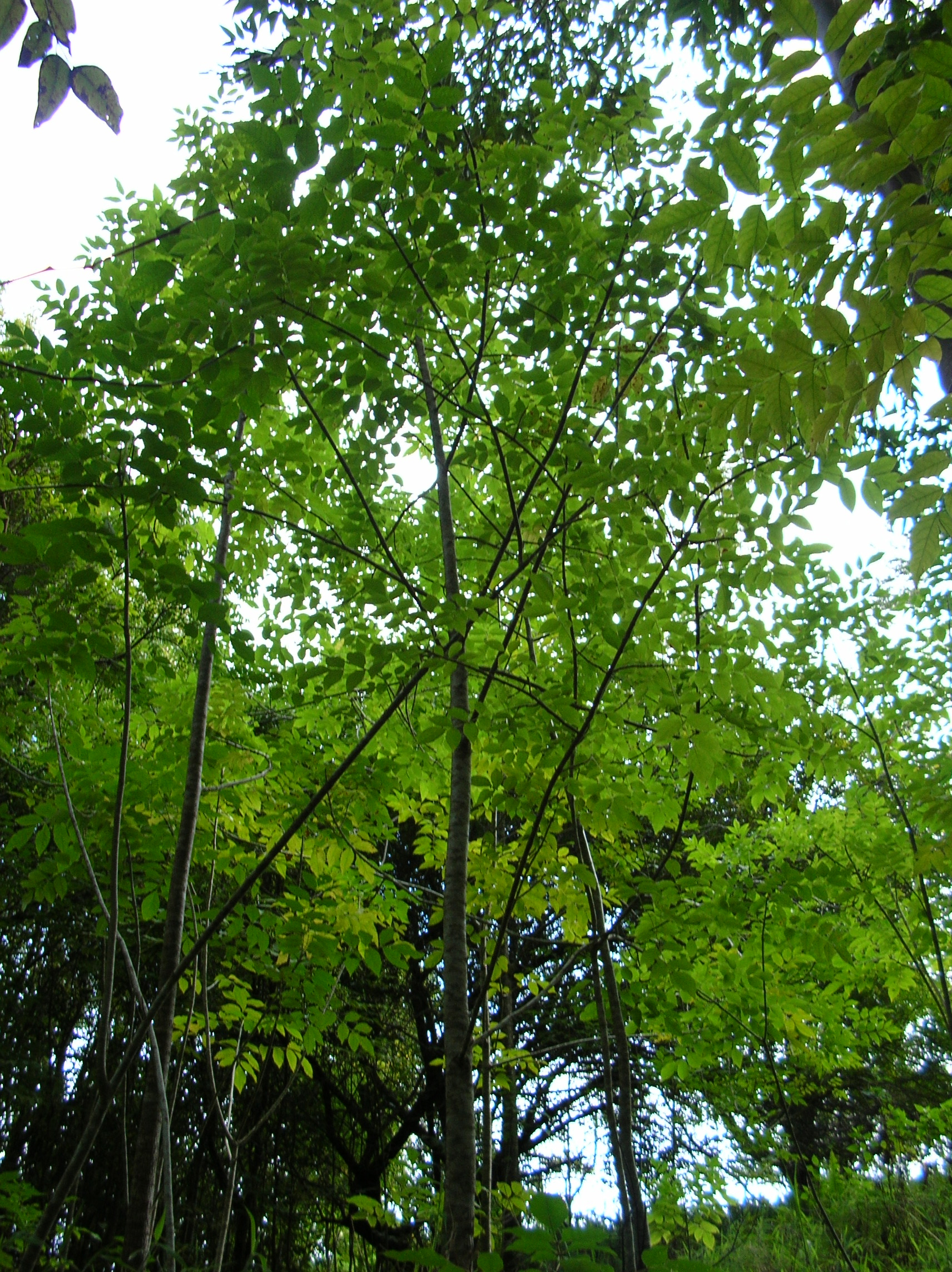
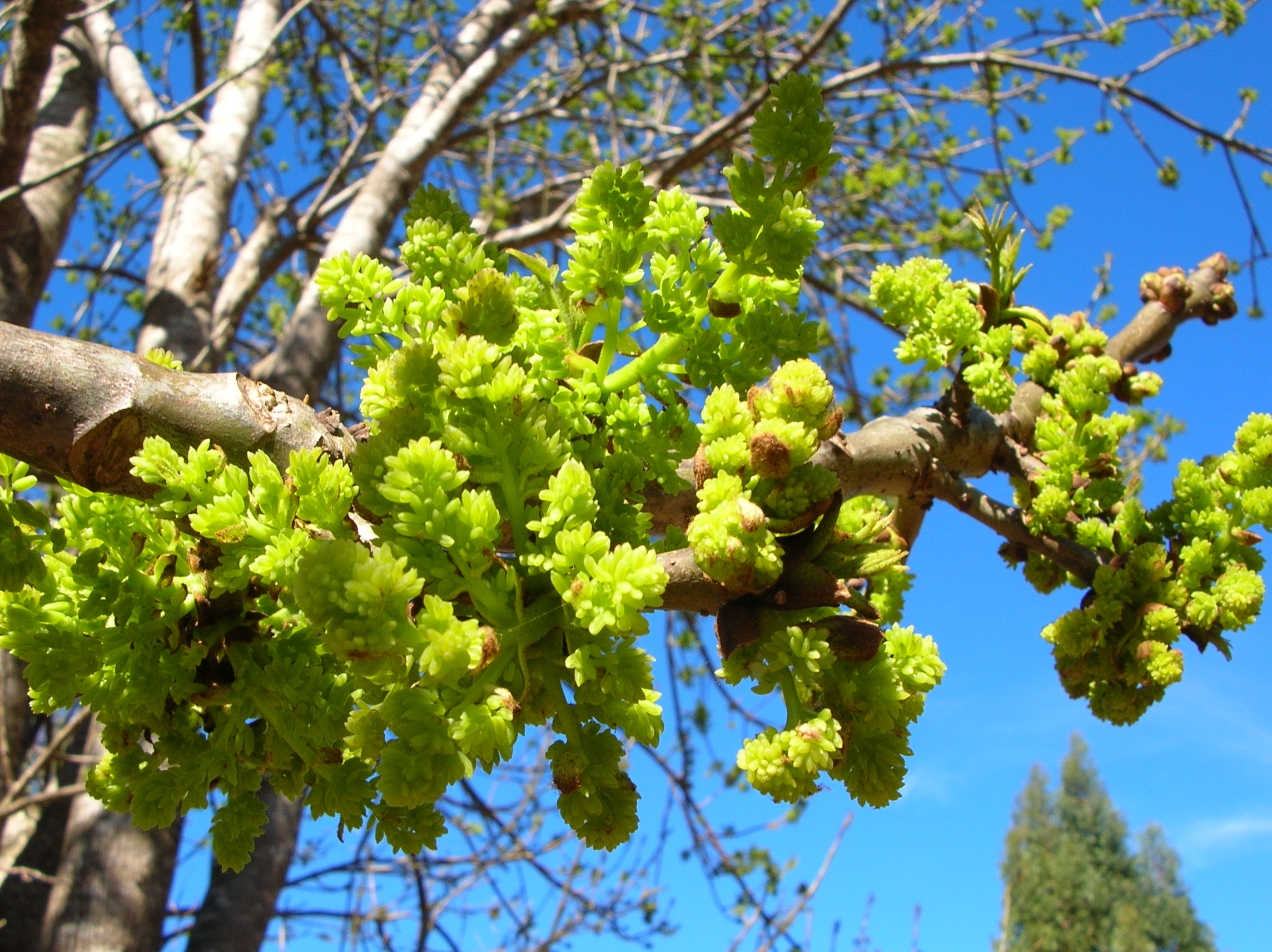
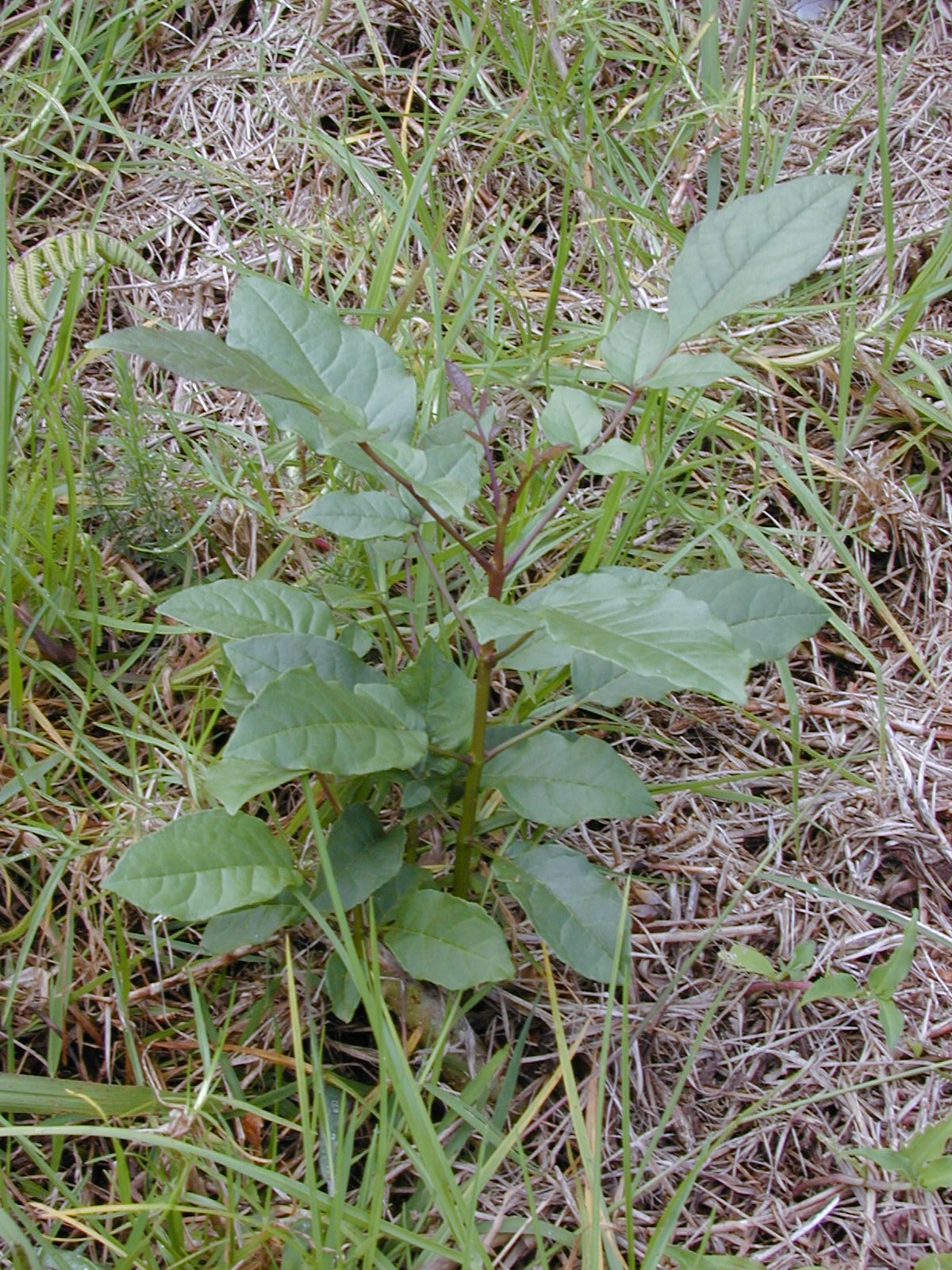

## Використання
Fraxinus uhdei — популярне вуличне дерево і одне з найпоширеніших дерев м. Мехіко. Деревина чудової якості. Це також джерело лікарських засобів.